# Byemoor
Byemoor est un hameau (hamlet) du Comté de Stettler No 6, situé dans la province canadienne d'Alberta.

## Démographie
En tant que localité désignée dans le recensement de 2011, Byemoor a une population de 35 habitants dans 16 de ses 20 logements, soit une variation de -30.0% avec la population de 2006. Avec une superficie de 0,641 6 km2, le hameau possède une densité de population de 54,551 1 hab/km2 en 2011.
Concernant le recensement de 2006, Byemoor abritait 50 habitants dans 20 de ses 25 logements. Avec une superficie de 0,641 6 km2, le hameau possédait une densité de population de 77,9 hab/km2 en 2006.